# Cypripedium Irene
Cypripedium Irene — первичный искусственный гибрид семейства Орхидные.
Используется в качестве декоративного садового растения.

## Биологическое описание
Высота 30—60 см. Цветок 6—8 см. Выдерживает понижения температуры до −25°С.

## В культуре
Период цветения: май-июнь. Почва хорошо дренированная, рыхлая, воздухопроницаемая, приближенная к лесной, с нейтральной или слабокислой реакцией, влажная. Место — с ажурной тенью от кроны деревьев или с севера от строений.